# Rosmerta

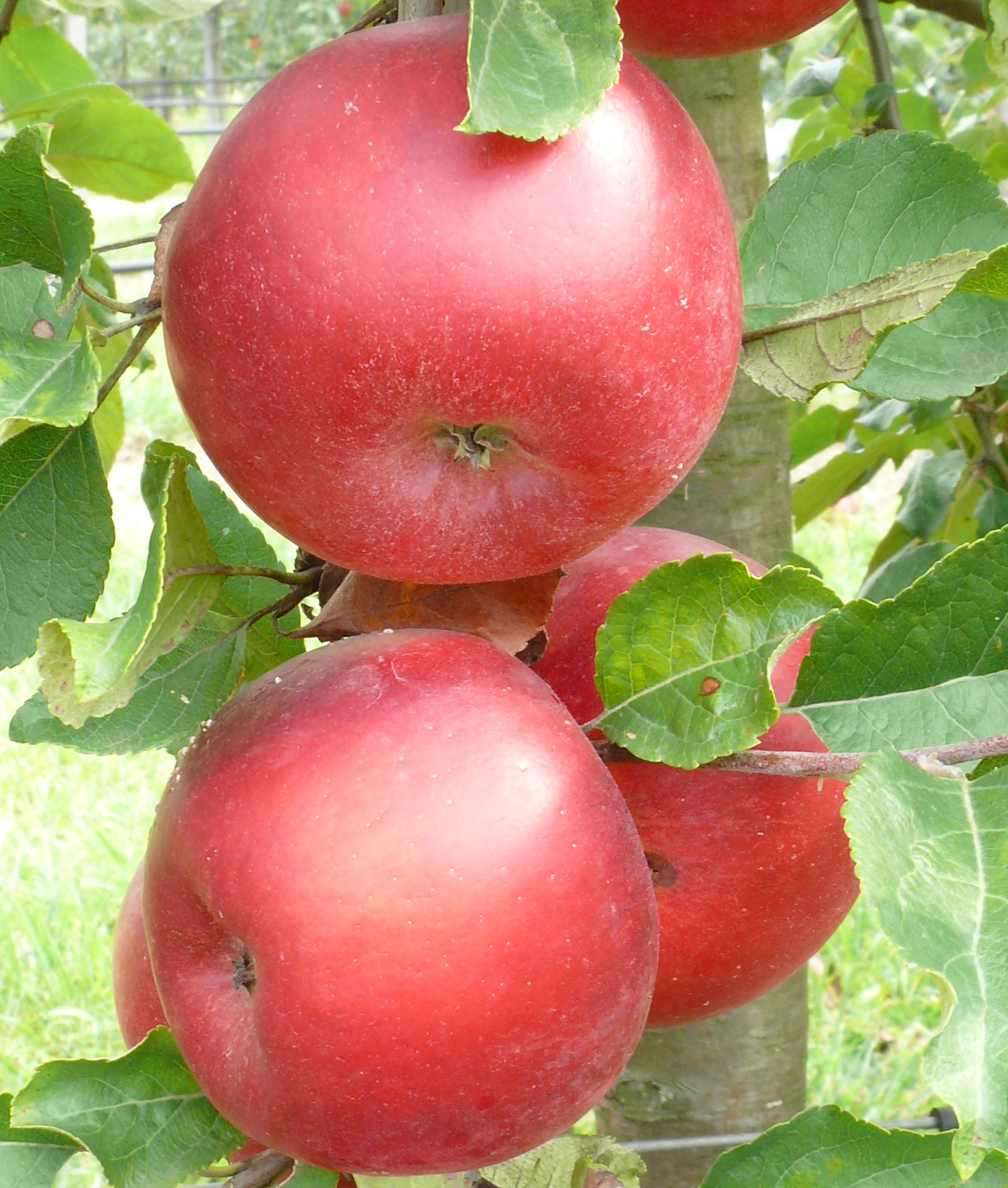
Rosmerta almafajta

A Rosmerta hazai nemesítésű almafajta. Ellenállóságot mutat a venturiás varasodásra és egyéb almabetegségekre, így növényvédelmének költségei mérsékeltebbek a hagyományos fajtákéhoz képest.
Friss fogyasztási tulajdonságaiban hasonlít a közkedvelt Jonathan fajtára, de termesztési szempontból előnyösebb tulajdonságokkal rendelkezik, emellett ipari feldolgozásra is alkalmasabb annál.
Gyümölcse élénkpiros, húsa krémszínű, mérsékelten bőlevű, íze édes, üdítően savas, kellemes utóízzel.

## Története
A Budapesti Corvinus Egyetem Kertészettudományi Karának Gyümölcstermő Növények Tanszékén (ma Magyar Agrár- és Élettudományi Egyetem) nemesítette Tóth Magdolna és Bodor Péter. A fajta az All Red Jonathan és a Prima fajták keresztezéséből 1993-ban létrejött magoncok közül szelektálták ki. 2011-ben kapott állami elismerést, azóta része a nemzeti fajtajegyzéknek.

## Jellemzői
Fája közepes növekedésű, koronája elterülő. Közepesen vastag vesszőinek ízközei rövidek.
Gyümölcse közepes vagy nagyobb méretű, átlagos szélessége 7 cm körül alakul, kúpos alakú, enyhén bordázott. Héja nem hamvas, erősen zsíros tapintatú. A héj alapszíne sárga, amelyet piros fedőszín borít szinte teljes mértékben. Húsa krémszínű, közepesen kemény. Mérsékelten bőlevű, édes, üdítően savas ízzel és jellegzetes, kellemes utóízzel.

## Termesztési sajátosságai
A virágzás kezdetének ideje középkorai. Gyümölcse szeptember második felében érik, betakarítása egy menetben történhet, gyümölcse február közepéig tárolható. Hűtőtárolóban mérsékelten hajlamos lenticella foltosságra és keserűfoltosságra, ezek megelőzése érdekében a vegetációs időszakban a megfelelő kalcium ellátottságot biztosítani kell a növények számára.
A nagy állománysűrűséget jól tűri, így a megszokott sor- és tőtávolság jelentősen csökkenthető. A termőrészek képzését korán elkezdi, korai termőre fordulása mellett rendszeres, bő termésekre képes.

### Rezisztencia
Rezisztens a ventúriás varasodásra, a lisztharmatra pedig kevéssé fogékony. A tűzelhalással szemben mérsékelt rezisztenciát mutat.
A virágok tavaszi fagytűrőképessége közepes, a Gala fajtáéhoz hasonló.